# Rue Bretonneau
Pour les articles homonymes, voir Bretonneau.
La rue Bretonneau est une voie du 20e arrondissement de Paris, en France.

## Situation et accès
La rue Bretonneau est une voie publique située dans le 20e arrondissement de Paris. Elle débute au 78, rue Pelleport et se termine au 25, rue Le Bua.

## Origine du nom

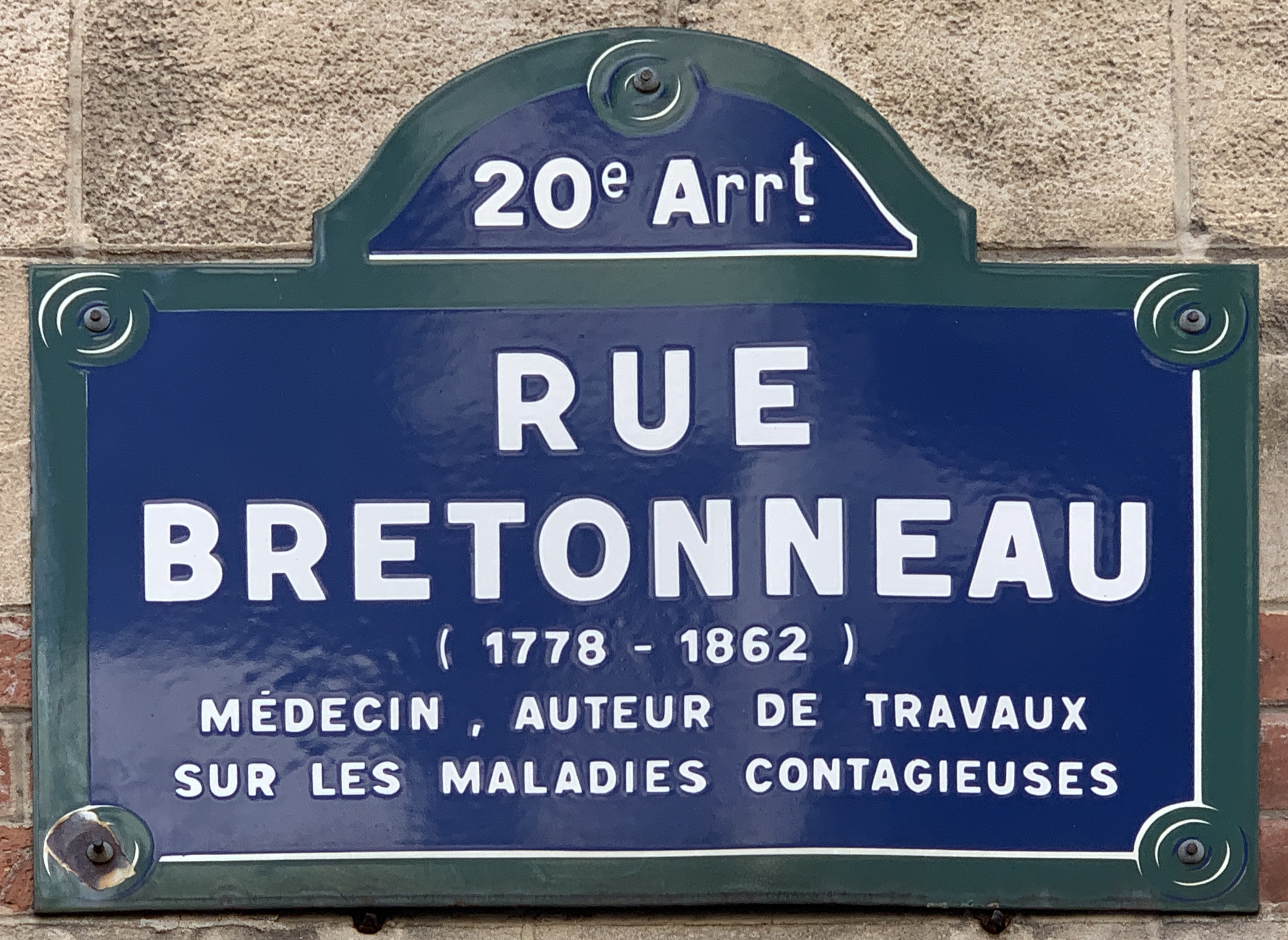
Plaque de la rue.

Elle porte le nom du médecin français Pierre Bretonneau (1778-1862), en raison du voisinage de l'hôpital Tenon.

## Historique
Cette voie de l'ancienne commune de Charonne alors appelée « rue de la Source » est déjà indiquée sur le plan de Roussel de 1730.
Après le rattachement de cette commune à Paris par la loi du 16 juin 1859, elle prend sa dénomination actuelle par un décret du 10 février 1875 après la construction de l'hôpital Tenon, puis elle est officiellement rattachée à la voirie parisienne en vertu d'un décret du 21 janvier 1888.